# Fietsbrug Boslaan

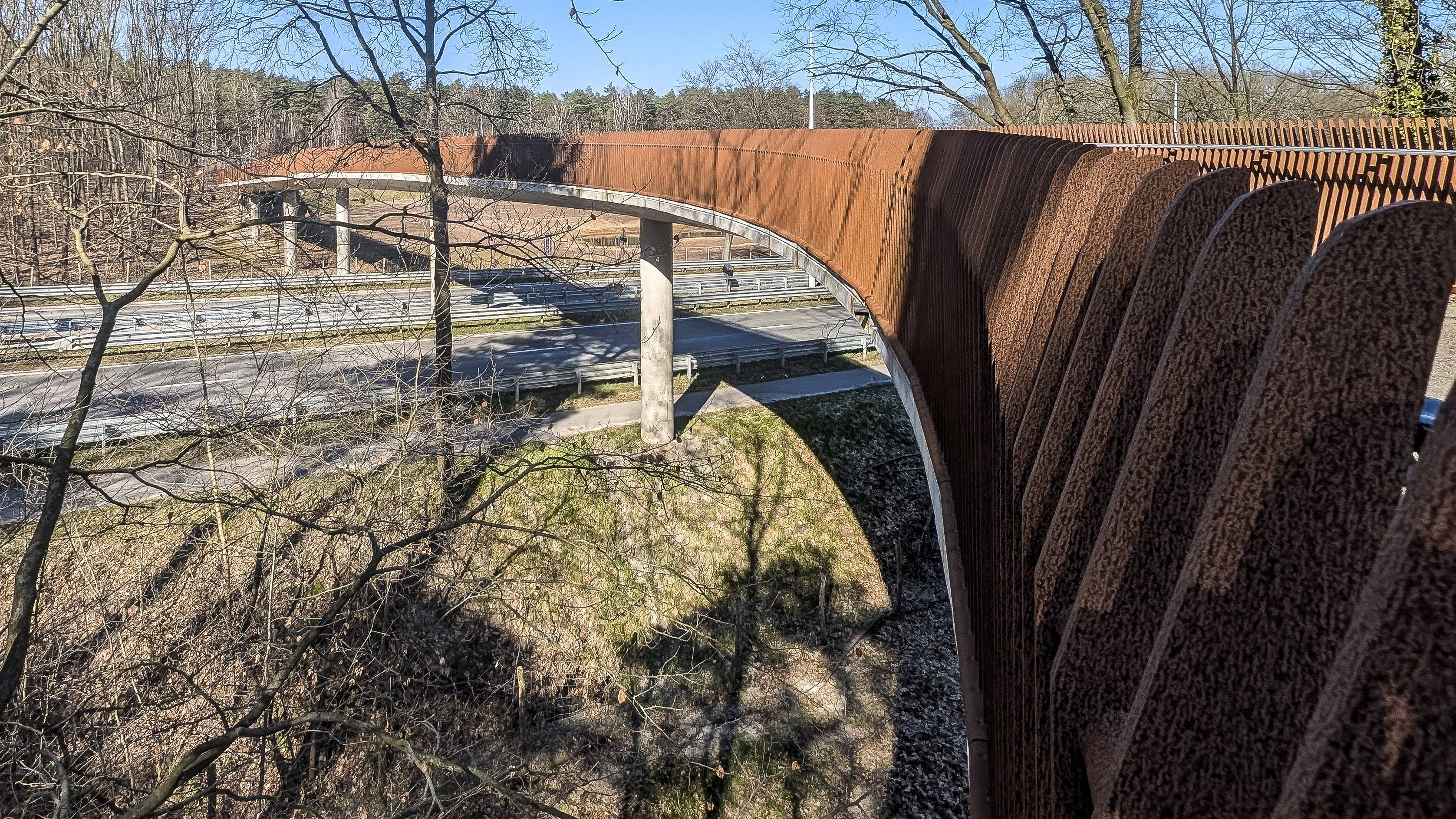
De Fietsbrug Boslaan

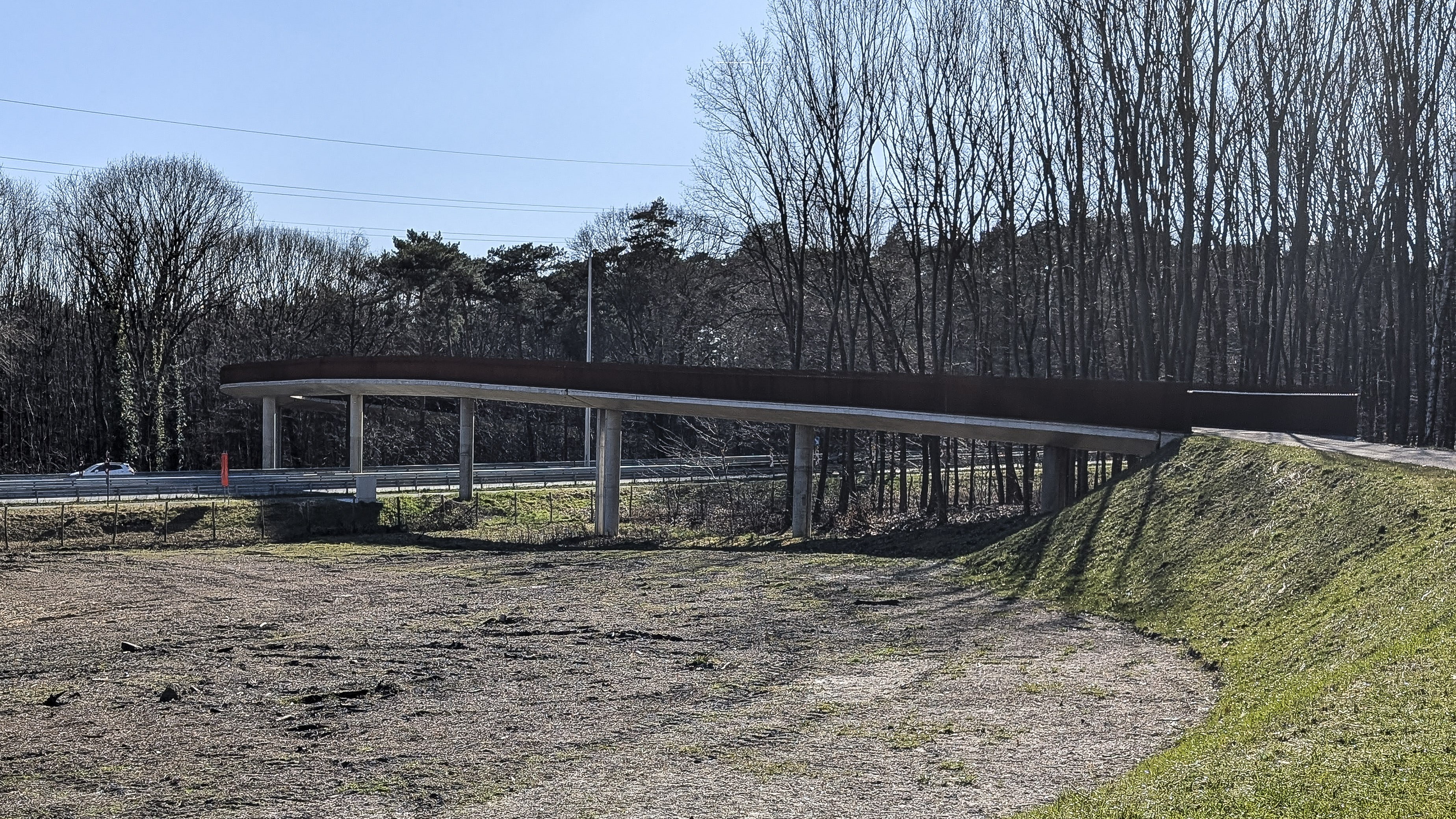
De Fietsbrug

De Fietsbrug Boslaan is een fietsbrug die de N79, ter plaatse Boslaan genoemd, overspant te Lanklaar, een deelgemeente van de Belgische gemeente Dilsen-Stokkem. De fietsbrug werd in het voorjaar van 2025 opengesteld en is een realisatie van het Agentschap Wegen en Verkeer (AWV).

## Beschrijving
De fietsbrug verbindt twee delen van het Nationaal Park Hoge Kempen dat nu door de N79 wordt doorsneden. De brug ligt ter hoogte van het recreatiedomein Sparrendal. Nu kunnen voetgangers en fietsers via deze brug de weg veilig oversteken. Voor fauna en flora kan de oversteek via de Ecoduct Boslaan.